# ミッションコントロールセンター
ミッションコントロールセンター（英: mission control center; MCC）とは、宇宙機の運用を地上から管制する施設である。通常は打ち上げの時点から着陸まで、もしくはミッションが終了するまでを管理する。宇宙機の運用において地上セグメントの一部分をなす。フライトコントローラ（運用管制員/運用管制官）及びその他の支援要員で編成されるスタッフは、テレメトリ（遠隔情報収集）を用いてミッションのあらゆる面を監視し、地上局を使用して宇宙機にコマンド（指令）を送る。MCCからミッションを支援する人員には、姿勢制御系統、電力系統、推進系、熱制御系、姿勢動力学、軌道運用及びその他の部門の代表者たちが含まれる。これらのミッションのための訓練は通常、フライトコントローラの責任下に入り、MCC内で広範な予行演習（リハーサル）が実施されるのが典型的である。

## アメリカ航空宇宙局

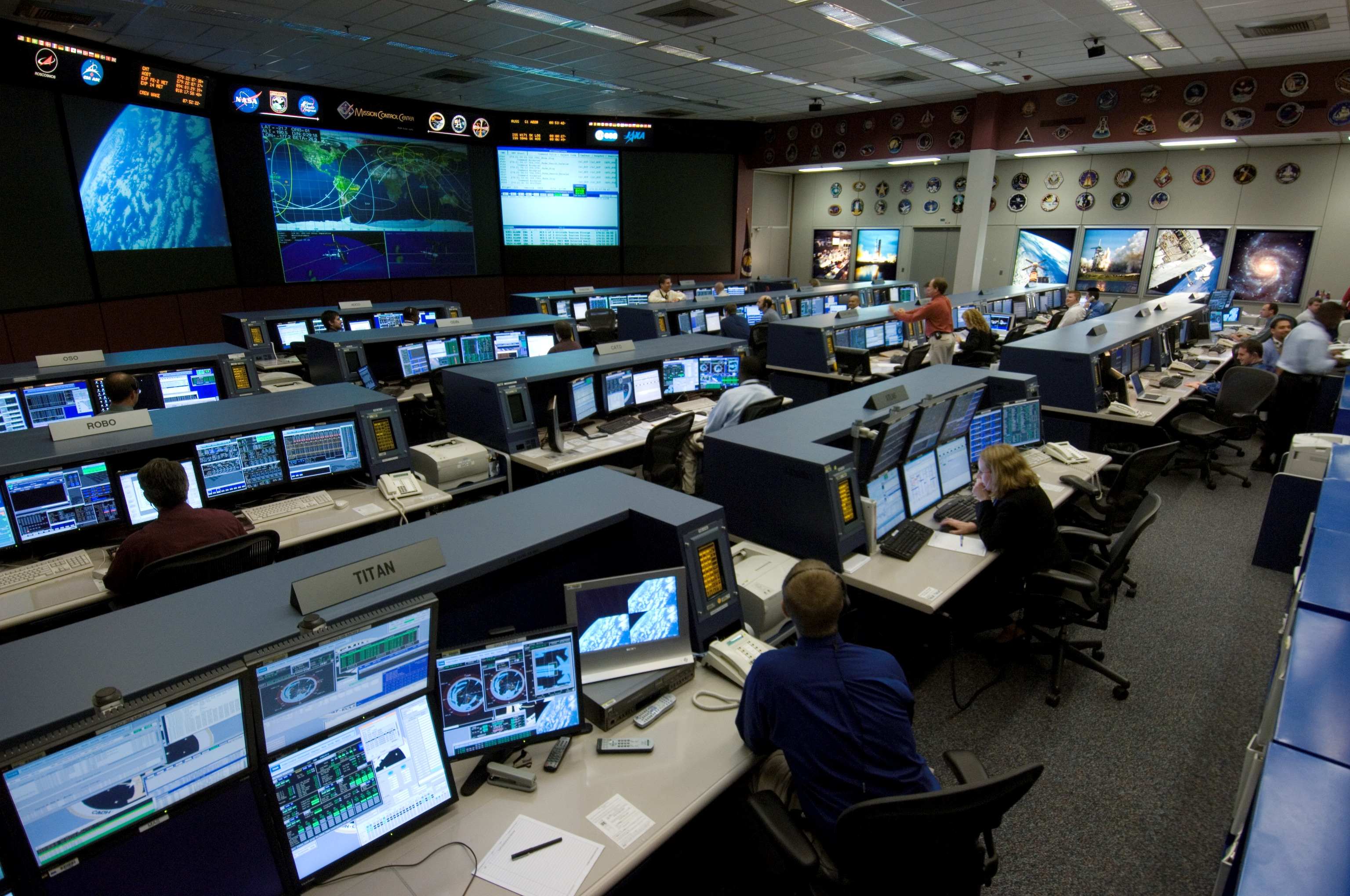
NASAのISS管制室 (MCC-H)

アメリカ航空宇宙局 (NASA) では、発射台を離れる以前はフロリダ州メリット島にあるケネディ宇宙センター (KSC) の打ち上げ管制センター〈LCC〉からミッションが管制される。ブースターロケットが発射塔をクリアする（飛び立つ）まではLCCがブースターロケット及び宇宙機の管制を担当し、以後はテキサス州ヒューストンのジョンソン宇宙センター (JSC) にあるミッションコントロールセンター〈MCC-H〉に運用管制が引き継がれる。ヒューストンのMCCは、1965年のジェミニ計画以来、国際宇宙ステーション（ISS）のアメリカ担当部分を含め、NASAの全ての有人宇宙ミッションの運用管制を担ってきた。
そのほか、カリフォルニア州パサデナにあるジェット推進研究所 (JPL) は、地球軌道の外側を航行するNASAの全ての無人宇宙機、及びディープスペースネットワークの圏内にある宇宙探査機の運用を宇宙飛行運用施設〈SFOF〉から管理している。メリーランド州グリーンベルトにあるゴダード宇宙飛行センター (GSFC) は、ハッブル宇宙望遠鏡の運用管制を行なっている。アラバマ州ハンツビルにあるマーシャル宇宙飛行センター (MSFC) のペイロード運用統合センター〈POIC〉は、ISSで行われる科学的活動を24時間体制で監視している。カリフォルニア州モフェットフィールドにあるエイムズ研究センター (ARC) では、マルチミッション・オペレーション・センター〈MMOC〉が同センターの主導する宇宙飛行ミッションの運用を担っている。メリーランド州ボルティモア近郊にあるジョンズ・ホプキンズ大学応用物理研究所では、メッセンジャー及びニュー・ホライズンズのミッションが運用管制された。

## ロシア連邦宇宙局

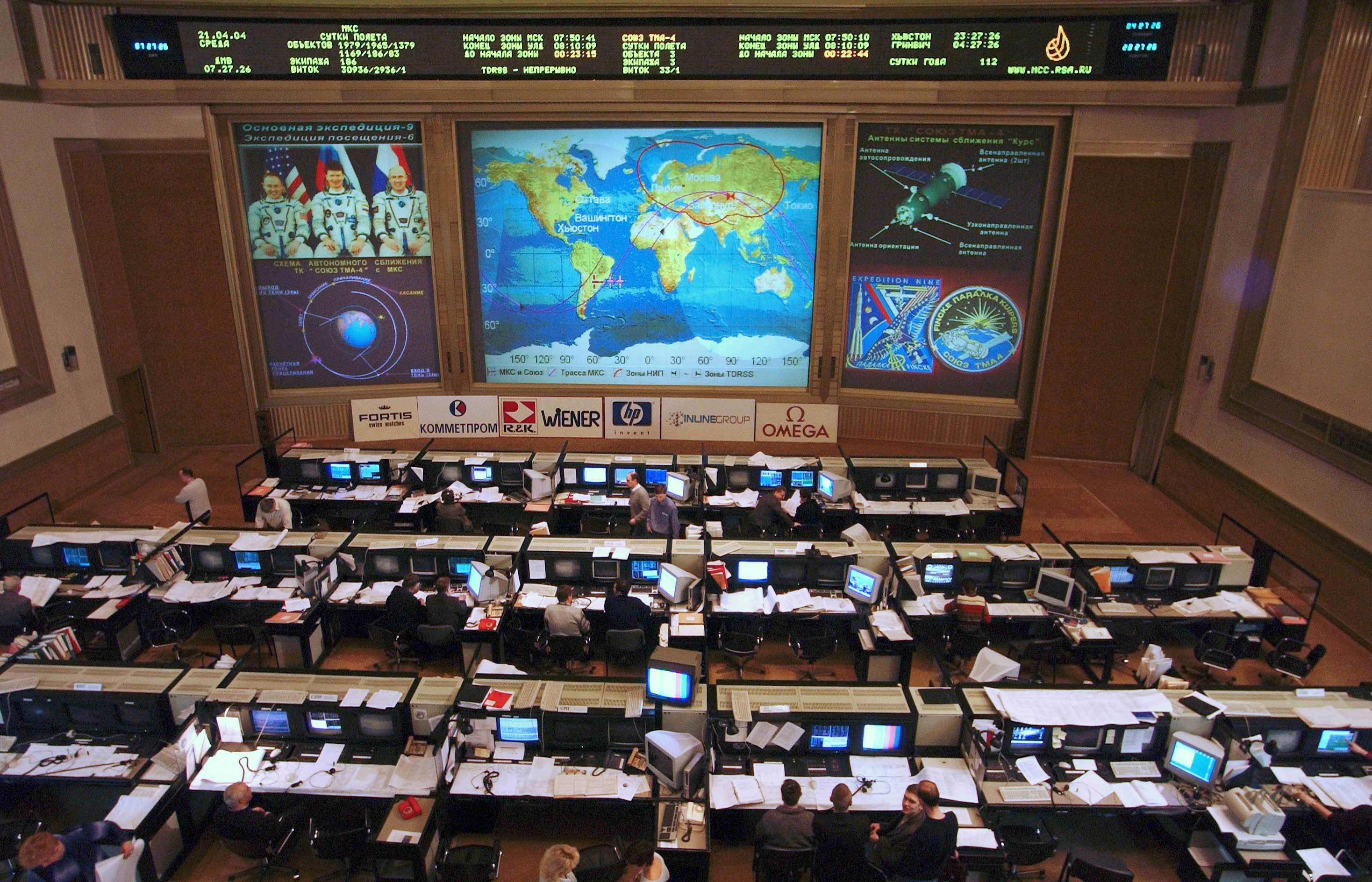
ロシアのISS管制室 (MCC-M)

ロシア連邦宇宙局（ロスコスモス）の飛行管制センター（ロシア語: Центр управления полётами; ЦУП; TsUP、ツープ）は、モスクワ郊外のコロリョフ市のRKKエネルギア工場近くに所在する。現在はISSの管制室〈MCC-M〉が活動中である。ツープには、かつて運用されていたミールの管制室も記念として残されており、ミールが大気圏に突入して燃え尽きる前に描いた最後の数周の軌道がディスプレイの各画面に表示されている。

## 欧州宇宙機関

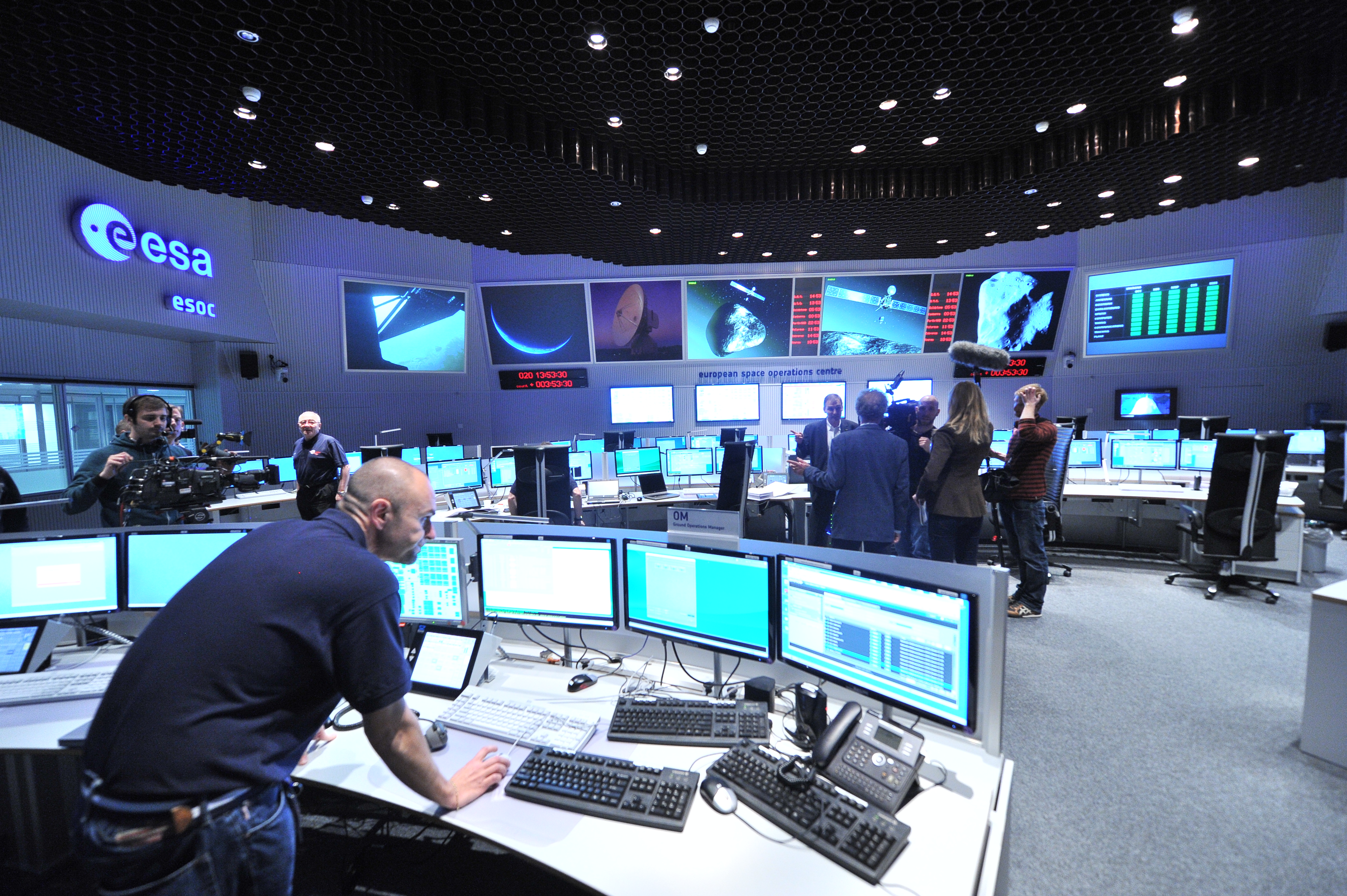
ESOCの主管制室 (MCR)

ドイツのダルムシュタットにある欧州宇宙運用センター (ESOC) が欧州宇宙機関 (ESA) の人工衛星及び宇宙探査機の運用管制を担っている。同じくドイツのオーバープファッフェンホーフェンにあるドイツ航空宇宙センター (DLR) 内には、ISSの欧州実験棟「コロンバス」で行われるミッションを管理するコロンバス管制センター〈Col-CC〉が入っている。また、フランスのトゥールーズにあるトゥールーズ宇宙センター内のATV管制センター〈ATV-CC〉が、欧州の自動輸送機 (ATV) によるISSへの定期的な補給ミッションを管理していた。

## 宇宙航空研究開発機構
日本の宇宙航空研究開発機構 (JAXA) が運営する「きぼう」運用管制室〈MCR〉及びHTV運用管制室〈HTVMCR〉は、茨城県つくば市の筑波宇宙センター (TKSC) 内に所在する。ISSの日本実験棟「きぼう」で行われるミッション及びISSへのHTV補給ミッション「こうのとり」を管理しているほか、JAXAの衛星運用も同所で行われる。このほか、鹿児島県の種子島宇宙センター (TNSC) 総合指令棟に同センターの打ち上げ作業を管理する打ち上げ管制センター〈RCC〉がある。また、神奈川県にあるJAXA相模原キャンパス内には、小惑星探査機「はやぶさ」の運用管制を行なった相模原深宇宙管制センター〈SSOC〉がある。

## 中華人民共和国
北京航天飛行制御センター（中国語: 北京航天飞行控制中心）〈BACC〉が有人宇宙飛行を含む中華人民共和国の宇宙計画の指令センターとして機能している。北京市の北西の郊外に所在する。

## その他

### 北アメリカ
- ボーイング社の衛星開発センター (SDC) のミッションコントロールセンター[16]（カリフォルニア州エルセグンド）：いくつかの軍事衛星の運用を担っている。
- ロッキード・マーティン社のA2100 Space Operations Center〈ASOC〉[17]（ペンシルベニア州ニュータウン）：いくつかの軍事衛星の運用を担っている。
- マーキュリーコントロールセンター（英語版）〈MCC〉：かつてケープカナベラル空軍基地に所在し、マーキュリー計画で使用された。うち現存する建物の一つが、ロケットが地表付近で爆発した場合に備えた間に合わせの避難所として、メディア関係者向けに供用されている。
- モービルサービスシステムの管制および訓練 (MSSCT) の施設（カナダ・ケベック州サン・チュベールのジョン・H・チャップマン宇宙センター（英語版）内）：ISSのカナダアーム2及びデクスターのロボット運用をサポートしている。
- スペースシステムズ/ロラール社のミッションコントロールセンター[18]（カリフォルニア州パロアルト）
- スペースX社のミッションコントロールセンター〈MCC-X〉[19]（カリフォルニア州ホーソーン[20]）

### ヨーロッパ
- チトフ記念総合宇宙試験管制センター（ロシア語版）（ロシア・クラスノズナメンスク）：ロシア航空宇宙軍宇宙部隊が運営する[21]。

### アジア
- SHARミッション管制センター〈MCC〉[22]（インド・シュリーハリコータのサティシュ・ダワン宇宙センター (SDSC) シュリーハリコータ射場 (SHAR) 内）：インド宇宙研究機関 (ISRO) が運営する。
- NADA衛星管制総合指揮所〈GSCCC〉[23]（北朝鮮・平壌直轄市龍城区域）：朝鮮宇宙空間技術委員会 (KCST) が運営する。